# Cierva C.30
Il Cierva C.30 era un autogiro biposto progettato da Juan de la Cierva e prodotto dall'azienda britannica Cierva Autogiro Company e, su licenza, dalla britannica A V Roe & Co Ltd, dalla francese Lioré et Olivier e dalla tedesca Focke-Wulf Flugzeugbau AG negli anni trenta.

## Tecnica
Il C.30 era un autogiro che riproponeva l'aspetto generale dei suoi predecessori, con una fusoliera simile a quella utilizzata dai velivoli abbinata ad un rotore libero ed un carrello d'atterraggio fisso.
La fusoliera, realizzata con struttura in legno presentava due abitacoli aperti in tandem, l'anteriore per il pilota ed il posteriore per l'osservatore, il primo posizionato sotto il rotore, entrambi protetti da un parabrezza. Posteriormente terminava in un impennaggio monoderiva integrato da pinne stabilizzatrici dorsali e ventrali e piani orizzontali a sbalzo.
Il rotore era tripala sostenuto da una struttura a tripode collegata alla parte superiore della fusoliera.
Il carrello d'atterraggio era un semplice biciclo anteriore fisso, con le gambe di forza anteriori ammortizzate fissate sulla parte anteriore ai lati della fusoliera ed integrato posteriormente da un ruotino d'appoggio posizionato sotto la coda.
La propulsione era affidata ad un motore Armstrong Siddeley Genet Major 1A, un radiale 7 cilindri su singola stella raffreddato ad aria in grado di erogare una potenza pari a 140 hp (104 kW), posizionato all'apice anteriore della fusoliera ed abbinato ad un'elica bipala in legno a passo fisso. Lo stesso, tramite un albero di trasmissione ed una frizione disinseribile dal pilota, aveva anche il compito di mettere in rotazione il rotore in fase di decollo.

### Periodici
- (EN) Rotating-Winged Flight, in Flight, Sutton, Surrey (UK), Reed Business Information Ltd, 2 agosto 1934,  pp. pp.788-92. URL consultato il 16 settembre 2012.
- (EN) Flying the Autogiro, in Flight, Sutton, Surrey (UK), Reed Business Information Ltd, 9 agosto 1934,  pp. pp.813-6. URL consultato il 16 settembre 2012.